# Tatatunga
Tatatunga (mongolsko ᠲᠠᠲᠠᠲᠤᠩᠭ᠎ᠠ, latinizirano: Tatatunga [ˈtʰatʰatʰʊɴɢ(ə)]) je bil ujgurski pisar iz 13. stoletja, ki ga je Džingiskan ujel v pohodu na Najmane. Tatatunga je sodeloval pri prenosu stare ujgurske abecede in pisave v Mongolijo in njeni prilagoditvi mongolskemu jeziku. Po ujetju so Tatatungo povabili, da bi člane dvora, vključno s kanovimi sinovi, učil stare ujgurske abecede. 
Mongolska pisava je bila v rabi do leta 1946, ko jo je nadomestila cirilica. Še vedno je v rabi predvsem v Notranji Mongoliji na Kitajskem. V današnji Mongoliji je uradna pisava za mongolski jezik cirilica, tradicionalna pisava pa se imenuje stara mongolska pisava. Ocenjuje se, da zna tradicionalno mongolsko pisavo še vedno brati okoli šest milijonov Mongolov na Kitajskem. 
Iz mongolske pisave se je konec 16. stoletja razvila mandžurska pisava. 

## Sklic
1. ↑  Christian, David (1998). A History of Russia, Central Asia and Mongolia: Inner Eurasia from Prehistory to the Mongol Empire. Wiley. str. 398. ISBN 978-0-631-20814-3.